# Karahasanlı, Kozaklı
Karahasanlı là một thị trấn thuộc huyện Kozaklı, tỉnh Nevşehir, Thổ Nhĩ Kỳ. Dân số thời điểm năm 2011 là 1.36 người.